# Sarve
Sarve (Duits: Sarwe) is een plaats in de Estlandse gemeente Hiiumaa, provincie (en eiland) Hiiumaa. De plaats heeft de status van dorp (Estisch: küla).
Tot in oktober 2017 behoorde Sarve tot de gemeente Pühalepa. In die maand werd de fusiegemeente Hiiumaa gevormd, waarin Pühalepa opging.

## Bevolking
De ontwikkeling van het aantal inwoners blijkt uit het volgende staatje:
| Jaar            | 2011 | 2017 | 2019 | 2020 | 2021 |
| --------------- | ---- | ---- | ---- | ---- | ---- |
| Aantal inwoners | 29   | 34   | 40   | 42   | 28   |

## Ligging
Sarve is de zuidpunt van een schiereiland dat ook Sarve heet. Het ligt in het natuurpark Sarve maastikukaitseala, dat een oppervlakte van 8,1 km² heeft. Het park heeft een vegetatie die karakteristiek is voor een kalkhoudende bodem. De westkant van het schiereiland ligt aan de Baai van Soonlepa.
Bij het dorp hoort een aantal eilandjes. De grootste zijn Heinlaid (1,49 km², 6 inwoners in 2019) en Kaevatsi laid (1,25 km², onbewoond).
Sarve heeft een haven, Naistlaiu sadam, die gebruikt kan worden van 1 mei t/m 31 oktober door schepen met een diepgang van maximaal 1,5 meter. In de winter is de haven het beginpunt van een ijsweg naar Rohuküla op het Estische vasteland.

## Geschiedenis
De haven van Sarve werd al in 1254 genoemd als Hafen Sarwo. In 1581 werd een boerderij Sarwa Thomas von Dagden genoemd. In 1609 was Sarwa Wackan het centrum van een Wacke, een administratieve eenheid voor een groep boeren met gezamenlijke verplichtingen. In 1688 was Sarve een dorp geworden onder de naam Sarfwikülla. In 1798 dook de naam Sarwe op. Vanaf ca. 1500 lag het dorp op het landgoed Großenhof (Suuremõisa). Op het eind van de 18e eeuw hoorde het korte tijd bij het landgoed van Soonlep (Soonlepa). Soonlepa is het noordelijke buurdorp van Sarve.

## Foto's

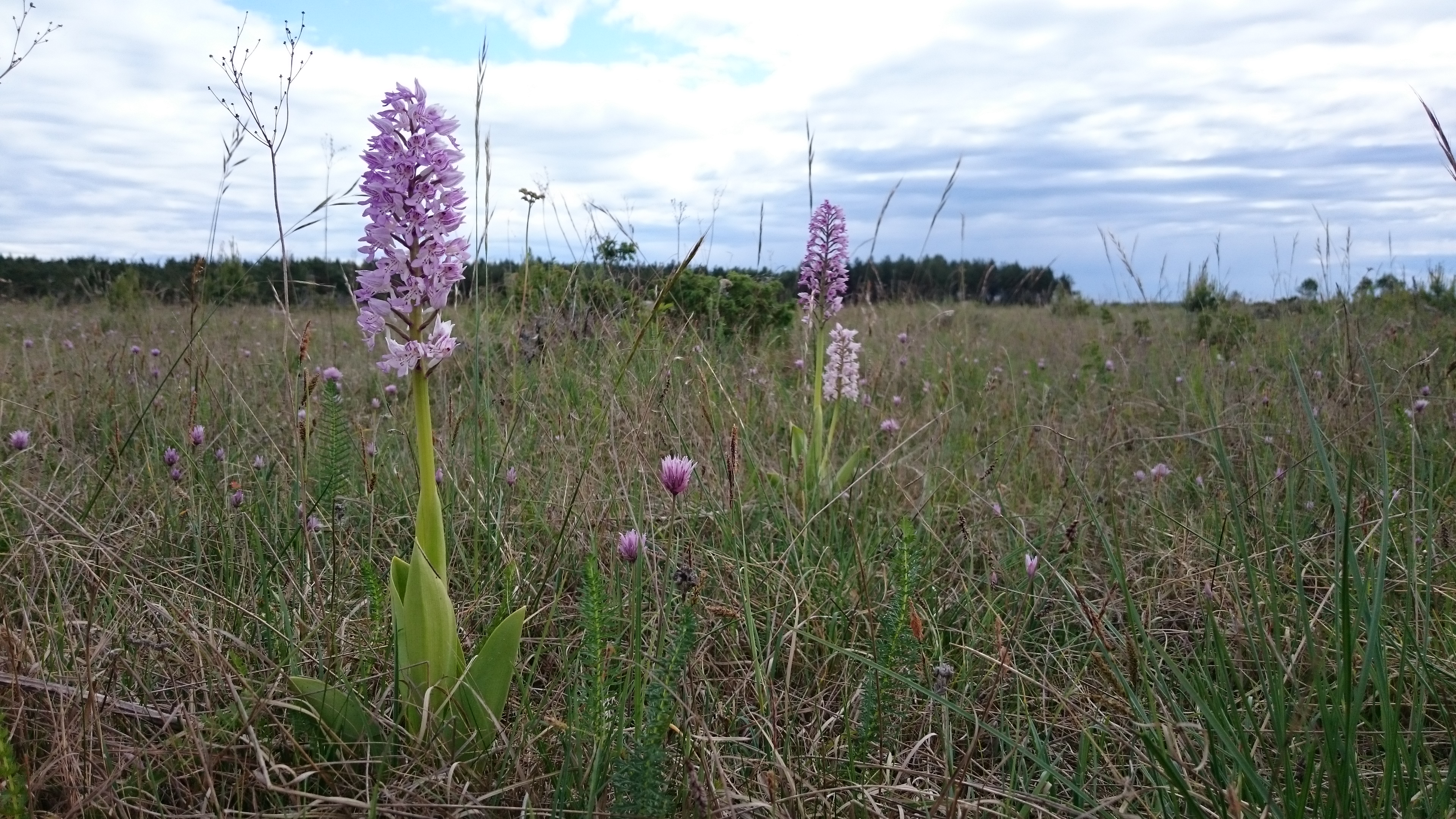
De vegetatie in het Sarve maastikukaitseala
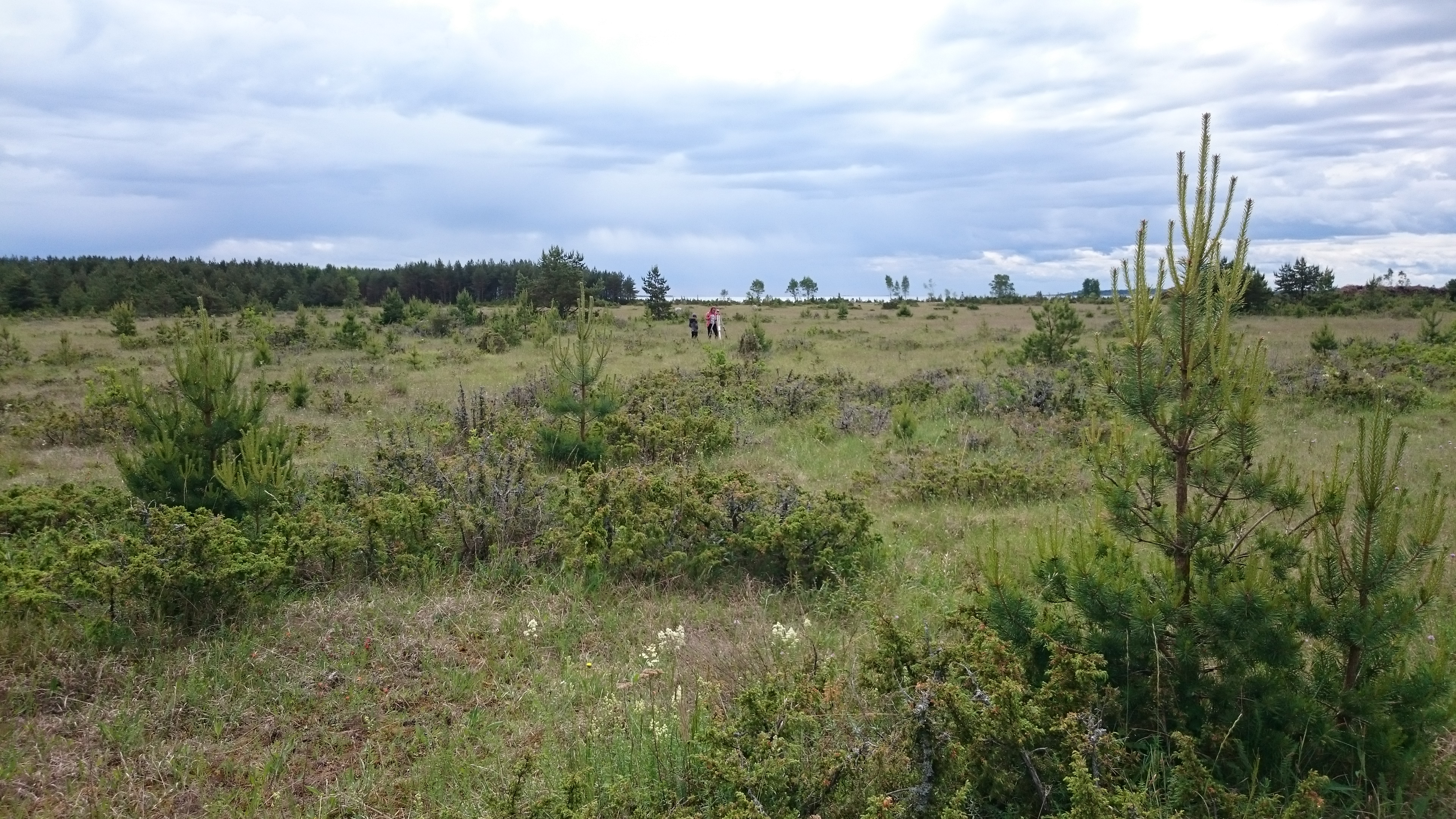
Struiken in het Sarve maastikukaitseala
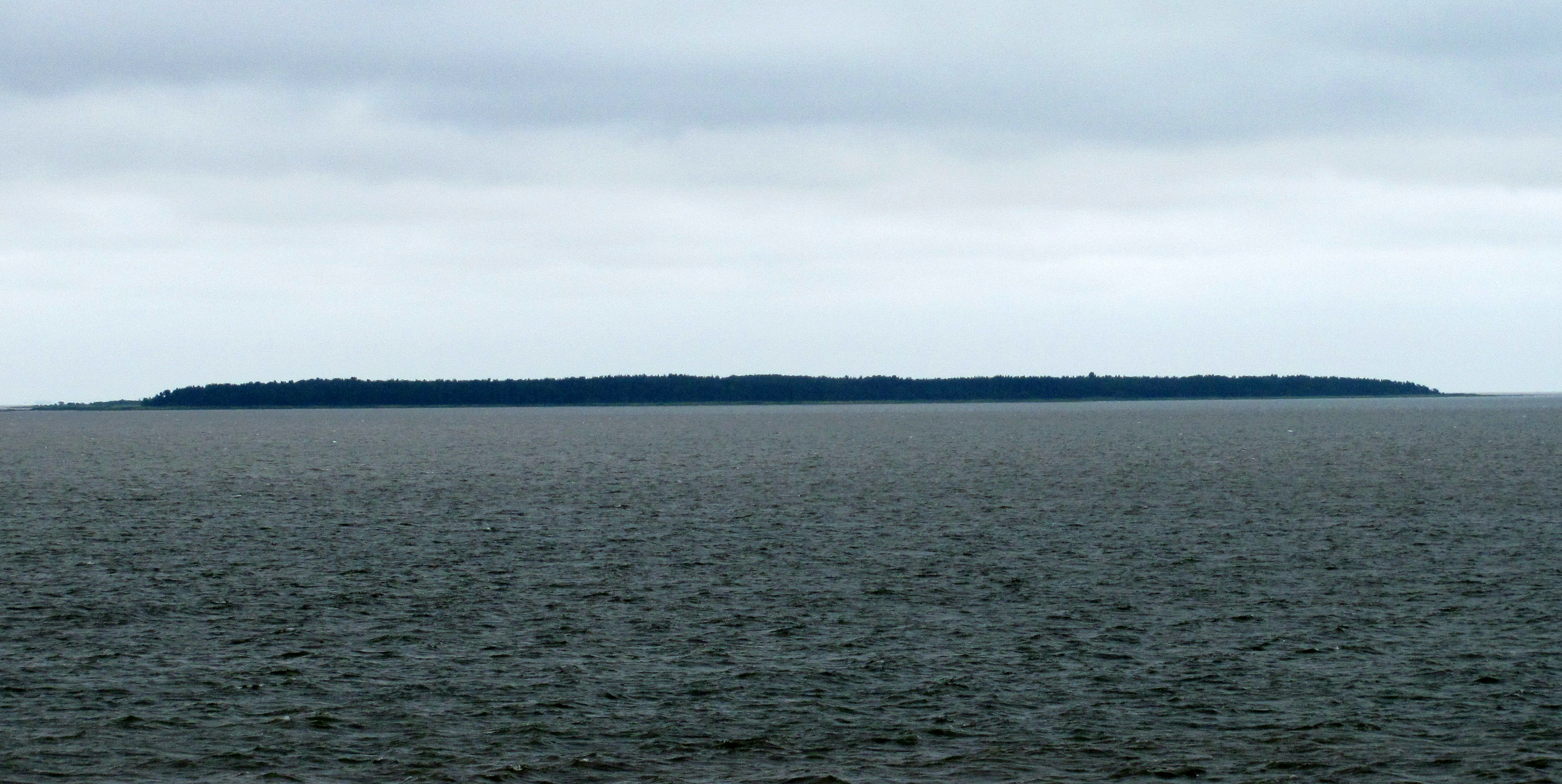
Heinlaid